# Georg Lomer
Georg Lomer (geb. 12. September 1877 in Losten bei Wismar; gest. 11. März 1957) war ein deutscher Arzt, Okkultist und Astrologe, der als Verfasser einer Pathographie über Jesus, aber auch zahlreicher esoterischer Schriften bekannt ist.

## Leben und Werk
Georg Lomer studierte Medizin und war vor dem Ersten Weltkrieg als Arzt tätig. Er spezialisierte sich auf Psychiatrie. Aufgrund seiner Veröffentlichungen wird er 1937 von der Gestapo verhaftet und 1941 ein zweites Mal.
Seine sieben Lehrbriefe – Briefe zur Entwicklung höherer Seelenkräfte –  versuchen sich an einer rigorosen Lehre über die höhere Entwicklung des Geistes und die geheimnisvollen Kräfte der Seele. Sie wurden von  Alexandre Moryason – dem Verfasser von La lumière sur le royaume ou Pratique de la magie sacrée au quotidien – ins Französische übersetzt und herausgegeben (und mit einem Vorwort versehen).
Franz Bardon interessierte sich für Lomers Werk.

Unter dem Pseudonym Dr. de Loosten war Lomer Verfasser einer Biographie von Jesus Christus vom Standpunkte des Psychiaters (1905), einer Arbeit auf die unter anderem Albert Schweitzer in seiner medizinischen Doktorarbeit Die psychiatrische Beurteilung Jesu: Darstellung und Kritik (1913) einging, wie er auch in seiner Broschüre Selbstdarstellung unter Bezugnahme auf ihn und andere sich mit der psychischen Gesundheit von Jesus von Nazaret beschäftigende Autoren schildert: 

„Als Doktorarbeit wählte ich die Darstellung und Kritik der von medizinischer Seite — De Loosten, William Hirsch, Binet-Sanglé — veröffentlichten Pathographien über Jesus. In meinen Studien über das Leben Jesu hatte ich erwiesen, dass Jesus in der phantastischen Ideenwelt spätjüdischer messianischer Erwartungen lebte. Man hatte mir vorgeworfen, dass ich ihn damit zu einer von Wahnideen besessenen Persönlichkeit mache. Nun lag mir ob, vom medizinischen Standpunkt aus zu entscheiden, ob Jesu Messianitätsgeheimnis etwas mit Wahnideen zu tun hätte.“

## Schriften (Auswahl)
- Jesus Christus vom Standpunkte des Psychiaters. Eine kritische Studie für Fachleuchte und gebildete Laien. Handels-Druckerei, Bamberg, 1905.
- Die Mystik des Traumes. (Die okkulte Welt 34). J. Baum, Pfullingen, 1921.
- Die Sprache der Hand. Ein chirosophisches Lehrbuch. Baumanns Verlag, Bad Schmiedeberg u. Leipzig, 1925.
- Die Götter der Heimat – Grundzüge einer germanischen Astrologie. Baumanns Verlag, Bad Schmiedeberg u. Leipzig, 1927.
- Die Evangelien als Himmelsbotschaft. Astrologische Beiträge zur Rassen-und Religionsfrage. Sonnenverlag, Hannover.
- Astrologie und Heilkunde – Eine Einführung, Beilage zum Neuen Hausschatz der Heilkunde. Ernst Wiest Nachf, Leipzig, 1936.
- Sternengesänge – Neue Gedichte. Sonnenverlag, Bad Pyrmont, 1940.
- Das Hohelied des Himmels, Band I bis V. Astrologisches Praktikum in Bruchstücken aus Klinik und Leben. Mit 20 Abbildungen und vielen Tabellen mit Bild, Faksimile, Gedicht u. Horoskop des Verfassers. Erstausgabe Bad Schmiedeberg u. Leipzig, F.E. Baumanns Verlag Lothar Baumann; bei III u. IV überklebt vom Spiegel-Vlg. Hermann Bauer, Freiburg / (Heft V) Hannover, Sonnenverlag (Dr. Lomer) 1927–1937; Ein Auszug der Reihe (64 Seiten) erschien um 1955 im Baumgartner Verlag. Das letzte Kapitel heißt hier: Sternenweistum als religiöse Hauptgrundlage aller alten Kulturvölker.
- Dr. Lomers Lehrbriefe. Teil I. bis VII. Briefe zur Entwicklung höherer Seelenkräfte 236 Seiten. Bad Schmiedeberg u. Leipzig, F.E. Baumanns Verlag, [ca. 1924]; Verlag Hans Baumgartner, Warpke – Billerbeck 1950
- Mars ohne Maske. Der Krieg als Krankheit und Sexualrausch. Baumgartner, Warpke-Billerbeck.

Inhalt: Menschengeschichte, Katastrophengeschichte! – Krieg, ein Raubtier-Erbe? – Die Masse & ihre Geisteshaltung – Pathologische Menschen als Werkzeug der Geschichte – Krieg & Sexualität – Die Sexualität der Kriegsgötter – Sein- oder Nichtsein?
- Christus astrologisch gesehen. Baumgartner, Warpke-Billerbeck, 1955.
- Bismarck's Stern und Unstern. Ein Fern-Sonnengemälde. Mit Fixstern-Tabelle (130 Fixsterne). Baumgartner, Warpke-Billerbeck.